# Холотип
Холотип је оригинални примерак, на основу ког је нека врста или подврста описана као нова за науку. То је јединствени физички примерак (или илустрација) организма, коришћен када је врста (или таксон нижег ранга) формално описан. То је једини физички примерак (или илустрација) или један од неколико таквих, али посебно означен као холотип. Према Међународном кодексу зоолошке номенклатуре (ICZN), холотип је један од неколико типова именовања. У Међународном кодексу номенклатуре алги, гљива и биљака (ICN) и ICZN-у дефиниције типа су сличне по намери, али нису идентичне у терминологији или основним концептима. Холотипови представљају најзначајније примерке сваке хербарске збирке.
Холотип није нужно „тип” свог таксона, иако би идеално требало да буде. Понекад је холотип само фрагмент организма, посебно у случају фосила. Међутим, чак и ако се накнадно идентификује бољи примерак, холотип није надмашен.
Изотип је дупликат холотипа и често се узима за биљне врсте, при чему су холотип и изотипови често фрагменти исте биљке или примерци из исте култивације.

## Примери
- Пример идеалног холотипа — холотип лептира Lycaeides_idas је сачувани примерак ове врсте и чува се у Музеју упоредне зоологије на Харварду.
- Пример фрагмента организма као холотипа — холотип Pelorosaurus humerocristatus (Дуриатитан), великог диносауруса биљоједа из периода ране јуре, је фосилна кост ноге, која се чува у Природњачком музеју у Лондону.

## Замене за холотип
У недостатку холотипа може се изабрати други тип, из низа различитих типских врста, у зависности од случаја, па је тада реч о лектотипу или неотипу. У оба Међународна кодекса (ICN и ICZN) неотип је тип који је касније назван, у одсуству оригиналног холотипа. Поред тога, према ICZN-у, Комисија је овлашћена да замени холотип неотипом када се чини да холотип нема важне дијагностичке карактеристике потребне за разликовање врста од њихових блиских сродника.
Према Међународном кодексу номенклатуре алги, гљива и биљака, додатни и разјашњавајући тип би могао бити означен епитипом (у складу са чланом 9.8), када је оригинални материјал очигледно двосмислен или недовољан.
Очувани тип (ICN, члан 14.3) се понекад користи за исправљање проблема са погрешним именом. Овај примерак замењује оригинални холотип.
Као пример за неотип може послужити холотип праисторијског рептила налик крокодилу Parasuchus hislopi. Наиме, овог рептила описао је 1885. године енглески природњак Ричард Лидекер (Richard Lydekker) на основу дела виличне кости. Међутим, то више није довољно да се Parasuchus разликује од својих блиских рођака, што је таксономско име Parasuchus hislopi учинило nomen dubium-ом. Тексашки палеонтолог Санкар Чатерџи предложио је да се новопронађени примерак, комплетан скелет, означи као холотип. Међународна комисија за зоолошку номенклатуру сложила се са овом заменом оригиналног типског примерка, са препоруком да се он усвоји као неотип.
Процедуре за означавање новог типског примерка, када се оригинал изгуби, ступају на снагу за неке недавне описе врста високог профила, у којима је примерак означен као холотип био жива јединка којој је дозвољено да остане у дивљини (на пример, нова врста мајмуна капуцина из рода Cebus, Marleyimyia xylocopae (или Macaca munzala). У таквом случају не постоји прави примерак типа који је доступан за проучавање, а постоји могућност да је потребно разрешити нејасноће у идентитету и да се накнадно могу позвати на различите клаузуле у ICZN-у које дозвољавају означавање неотипа (члан 75.3 .7 МКЗН). 
Међународни кодекс зоолошке номенклатуре (члан 75.3.7) захтева да ознака неотипа мора бити праћена „изјавом да се ради о неотипу, или је одмах по објављивању постао власништво признате научне или образовне институције, цитиране по имену, која одржава истраживачку збирку, са одговарајућим просторима за очување типова који носе називе, и то их чини доступним за проучавање“, док за холотип не постоји овакав захтев.